# Derambila larula
Derambila larula är en fjärilsart som beskrevs av Max Joseph Bastelberger 1909. Derambila larula ingår i släktet Derambila och familjen mätare. Inga underarter finns listade i Catalogue of Life.